# 이고리 클리모프 (레슬링 선수)
이고리 블라디미로비치 클리모프(러시아어: И́горь Влади́мирович Кли́мов, 1962년 6월 1일~)는 카자흐스탄의 전직 레슬링 선수이다. 1996년 하계 올림픽 자유형 슈퍼헤비급에 참가했으며 아시안 게임 은메달 1개, 아시아 선수권 대회 은메달 1개, 동메달 1개를 획득했다.